# Станек, Франтишек
Франтишек Станек (чеш. František Staněk; род. 24 апреля 1944, Йиндржихув-Градец) — чехословацкий гребной рулевой, выступавший за сборную Чехословакии по академической гребле в конце 1950-х — начале 1960-х годов. Победитель и призёр первенств национального значения, участник летних Олимпийских игр в Риме.

## Биография
Франтишек Станек родился 24 апреля 1944 года в городе Йиндржихув-Градец, Чехословакия.
Наиболее значимое выступление в своей спортивной карьере совершил в сезоне 1960 года, когда в качестве рулевого вошёл в состав чехословацкой национальной сборной и благодаря череде удачных стартов удостоился права защищать честь страны на летних Олимпийских играх в Риме. Будучи рулевым в составе экипажа-двойки, куда также вошли гребцы Мирослав Стрейчек и Вацлав Халупа, занял третье место на предварительном квалификационном этапе, затем показал второй результат в дополнительном отборочном заезде — выйти в финал не смог, уступив более секунды команде из Италии.
После римской Олимпиады Станек больше не показывал сколько-нибудь значимых результатов в академической гребле на международной арене.